# 完顏阿里不孫
完颜阿里不孙（12世纪—1217年），本名彦成，女真族，姓完颜。曷懒路（治今朝鲜咸镜北道吉州）泰申必剌猛安人，金朝将领，金宣宗时参知政事。
金章宗明昌五年（1194年）进士。由易州（今河北易县）军事判官，转任忻州军事判官、安丰县令。补尚书省令史，命为兴平军节度副使、兴平军节度使，入朝为应奉翰林文字、转修撰。充当元帅左监军纥石烈执中经历官。纥石烈执中围楚州，纵兵劫掠，因为完颜阿里不孙不谏阻，被杖五十。卫绍王完颜永济大安初年，为户部员外郎，钧州刺史、威州刺史。完颜阿里不孙宽厚爱人，有文武将才。金宣宗贞祐初年，历任国子祭酒、同知平阳府事，召为兵部侍郎、翰林侍讲学士、翰林侍读学士。改陕西路宣抚副使、元帅左都监、御史中丞、河平军节度使。后任辽东宣抚副使、权右副元帅、参知政事、辽东路行尚书省事等。兴定元年（1217年），授参知政事，权右副元帅、行尚书省、行元帅府于婆速路（治今辽宁丹东东北）。
蒲鲜万奴据辽东，掠夺婆速路，高丽助粮八万石。完颜阿里不孙与所属知广宁府事温迪罕青狗不和，蒲察移剌都奏请以温迪罕青狗另属他人。金宣宗召温迪罕青狗，温迪罕青狗不听，完颜阿里不孙奉命杀死温迪罕青狗。温迪罕青狗的好友伯德胡土起兵，杀害完颜阿里不孙。金宣宗赠他为平章政事，封芮国公。

## 延伸阅读
[在维基数据编辑]
 《金史·卷103》，出自脱脱《遼史》